# Estação Laurentina
Laurentina é uma estação terminal da Linha B do Metro de Roma.
Está localizada no bairro Giuliano Dalmata, no cruzamento entre a Via Laurentina e a Via di Vigna Murata. A estação começou a ser construída da década de 1930, mas somente foi inaugurada em 1955. Posteriormente foi demolida na década de 1980, e o edifício atual reaberto em 1990. É igualmente o término para diversas rotas suburbanas da linha.
41° 49′ 37″ N, 12° 28′ 52″ L